# Нижняя Шахтама
Нижняя Шахтама — село в Шелопугинском районе Забайкальского края России. Административный центр сельского поселения «Нижне-Шахтаминское». 

## География
Село находится в южной части района на расстоянии примерно 29 километров (по прямой) на юг-юго-восток от села Шелопугина. 
Климат
Климат характеризуется как резко континентальный, с продолжительной морозной малоснежной зимой и коротким тёплым летом. Средняя многолетняя температура самого холодного месяца (января) составляет −33,6 °С (абсолютный минимум — −59 °С), температура самого тёплого (июля) — 17,7 °С (абсолютный максимум — 36 °С). Безморозный период длится в течение 74 дней. Среднегодовое количество осадков — 359 мм
Часовой пояс
Село Нижняя Шахтама находится в часовой зоне МСК+6. Смещение применяемого времени относительно UTC составляет +9:00.

## История
Основано в середине XIX века как поселение для ссыльных, находящихся на вольном поселении для золотодобычи. В 1920–30-е годы XX века большой прииск с многочисленным населением. В 1951 прииск закрыт. 

## Население
Постоянное население составляло 279 человек в 2002 году (русские 100%), 264 человек в 2010 году.

## Инфраструктура
Действуют основная школа и клуб.